# Johanna Magdalena von Sachsen-Altenburg

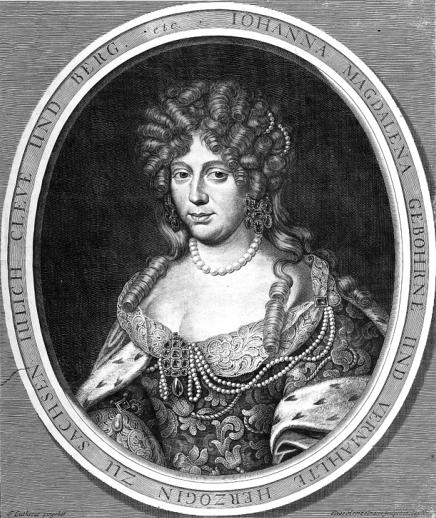
Johanna Magdalene, Prinzessin von Sachsen-Altenburg, Herzogin zu Sachsen-Weißenfels, Kupferstich von Johann Hainzelmann, heute im Kupferstichkabinett Dresden (Archiv-Nummer A 26876 in A 288ab, 4 (D XVI-XVIII))

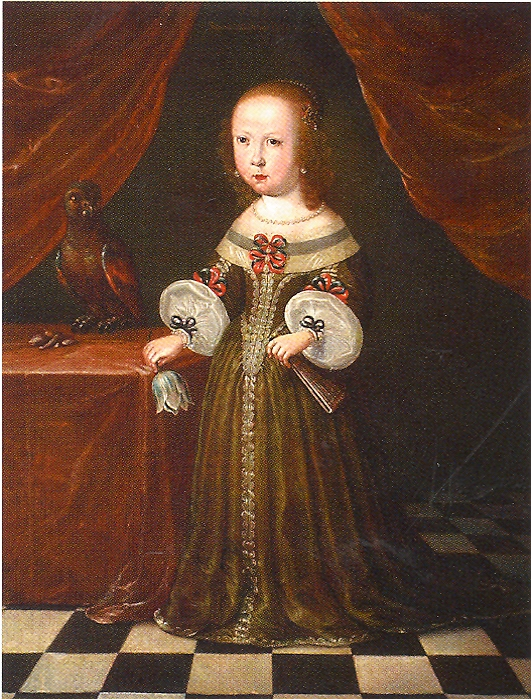
Prinzessin Johanna Magdalena von Sachsen-Altenburg als Kind

Johanna Magdalena von Sachsen-Altenburg (* 14. Januar 1656 in Altenburg; † 22. Januar 1686 in Weißenfels) war Prinzessin von Sachsen-Altenburg aus dem Hause der ernestinischen Wettiner und durch Heirat Herzogin des – teilweise reichsunmittelbaren – kursächsischen Sekundogeniturfürstentums Sachsen-Weißenfels-Querfurt.

## Leben

### Die Letzte des Hauses Sachsen-Altenburg
Johanna Magdalena war die einzige Tochter des Herzogs Friedrich Wilhelm II. von Sachsen-Altenburg und dessen Gemahlin Magdalena Sibylle von Sachsen, Tochter des Kurfürsten Johann Georg I. von Sachsen.
Durch den Tod ihrer beiden Eltern 1668/69 schon früh verwaist, wurde Johanna Magdalena zum Spielball in den dynastischen Plänen ihrer Verwandten. Mit 15 Jahren verheirateten sie 1671 ihre Onkel, der sächsische Kurfürst Johann Georg II. und dem Herzog Moritz von Sachsen-Zeitz, in deren Residenzen zu Dresden und Zeitz sie sich auch häufiger aufzuhalten hatte, mit ihrem Cousin, dem Erbprinzen Johann Adolf von Sachsen-Weißenfels.
Die Ehe von Johanna Magdalena war zur damaligen Zeit von politischer Brisanz, da ihr älterer Bruder, Erbprinz Christian von Sachsen-Altenburg, bereits früh verstorben war und ihr jüngerer Bruder, der 13-jährige Friedrich Wilhelm III., seinem Vater zwar als Herzog gefolgt war, aber auf Grund seiner Minderjährigkeit und testamentarischer Einlassungen seines Vaters ebenfalls der Vormundschaft seiner Onkel unterstand.
Das Kalkül der beiden albertinischen Onkel war es also, auf ein Aussterben der Altenburger Ernestiner im Mannesstamm zu spekulieren, wodurch unter Umständen Teile des Altenburger Besitzes an die albertinischen Weißenfelser gefallen wäre, weshalb die Eheschließung auch das große Wohlwollen Herzog Augusts von Sachsen-Weißenfels besaß. Würden wiederum auch die Weißenfelser aussterben, so wären auf Grund der nahen Verwandtschaft die einzigen Profiteure die anderen Albertiner gewesen.
Als Herzog Friedrich Wilhelm III. bereits ein halbes Jahr nach der Eheschließung seiner Schwester kinderlos an den Pocken starb, meldeten schließlich die beiden seit jeher miteinander rivalisierenden wettinischen Häuser Ansprüche auf Sachsen-Altenburg an. Letztendlich gelang es jedoch den Ernestinern Ernst von Sachsen-Gotha und Johann Ernst II. von Sachsen-Weimar sich durchzusetzen, da sie auf Grund vergangener dynastischer Verbindungen mit den Altenburgern in den 1630er Jahren ältere Ansprüche geltend machen konnten.

### In Sachsen-Weißenfels
Auf Grund ihrer Erziehung durch die Theologen Johann Stiel und Johann Christfried Sagittarius (1617–1689) war Johanna Magdalena zeit ihres Lebens von großer Frömmigkeit und zeigte viel Interesse für die kirchlichen Angelegenheiten ihres Herzogtums. Aber auch im Privaten studierte sie häufig die Bibel, welche sie mit zahlreichen Anmerkungen versah, und beschäftigte sich mit dem Verfassen von Gebetbüchern, Spruchsammlungen und Lehrschriften, die sie an Verwandte und Mitglieder des Hofes verschenkte. Der Schlosskirche ihrer Residenz Schloss Neu-Augustusburg schenkte sie ein goldbesticktes Ornat, später einen goldenen Kelch und eine Hostienschachtel, für die Weißenfelser Marienkirche stiftete sie 1681 ein silbernes Taufbecken. Anlässlich ihres Tods 1686 wurden Gedächtnismünzen geprägt, die bei den Exequien zu ihrem Gedenken ausgeteilt wurden.
Auch war sie eine beliebte Landesmutter und kümmerte sich fürsorglich um soziale Belange ihrer Untertanen. So spendete sie zu Lebzeiten regelmäßig für die armen Bewohner der Stadt Weißenfels und bedachte diese auch in ihrem Testament.
Sie starb am 22. Januar 1686 30-jährig und wurde in einem Zinnprunksarg in der Schlosskirche von Schloss Neu-Augustusburg beigesetzt. Drei ihrer Söhne waren nacheinander Herzöge von Sachsen-Weißenfels. Da alle männlichen Nachkommen ihrer Söhne bereits im Kindesalter verstarben, endete 60 Jahre nach Johanna Magdalenas Tod auch die Weißenfelser Linie.

## Ehe und Nachkommen
Am 25. Oktober 1671 heiratete sie in Altenburg Johann Adolf I., Herzog von Sachsen-Weißenfels, den Sohn Augusts, Herzog von Sachsen-Weißenfels aus dessen Ehe mit Anna Maria von Mecklenburg-Schwerin. Aus der Ehe gingen elf Kinder hervor:
- Magdalena Sibylla (1673–1726), Prinzessin von Sachsen-Weißenfels ⚭ Johann Wilhelm, Herzog von Sachsen-Eisenach
- August Friedrich (* 15. September 1674 in Halle; † 16. August 1675 ebenda), Erbprinz von Sachsen-Weißenfels
- Johann Adolf (* 7. Juni 1676 in Halle; † 18. Juni 1676 ebenda), Erbprinz von Sachsen-Weißenfels
- Johann Georg (1677–1712), 3. Herzog von Sachsen-Weißenfels ⚭ Friederike Elisabeth von Sachsen-Eisenach
- namenloser Sohn (*/† 24. Juli 1678 in Halle)
- Johanna Wilhelmine (* 20. Januar 1680 in Halle; † 4. Juli 1730 ebenda), Prinzessin von Sachsen-Weißenfels
- Friedrich Wilhelm (* 18. Januar 1681 in Weißenfels; † 20. November 1681 ebenda), Prinz von Sachsen-Weißenfels
- Christian (1682–1736), 4. Herzog von Sachsen-Weißenfels ⚭ Luise Christiana von Stolberg-Stolberg
- Anna Maria (* 17. Juni 1683 in Weißenfels; † 16. März 1731 in Sorau), Prinzessin von Sachsen-Weißenfels ⚭ Erdmann II., Reichsgraf von Promnitz auf Sorau
- Sophia (* 2. August 1684 in Weißenfels; † 6. Mai 1752 in Roßwald, Österreichisch-Schlesien), Prinzessin von Sachsen-Weißenfels ⚭ (I) Georg Wilhelm, Markgraf von Brandenburg-Bayreuth und ⚭ (II) Joseph Albert, Reichsgraf von Hoditz und Wolframitz
- Johann Adolf II. (1685–1746), 5. Herzog von Sachsen-Weißenfels ⚭ (I) Johannetta Antoinetta Juliana von Sachsen-Eisenach und ⚭ (II) Friederike von Sachsen-Gotha-Altenburg